# Reformationsdenkmal (Stuttgart)

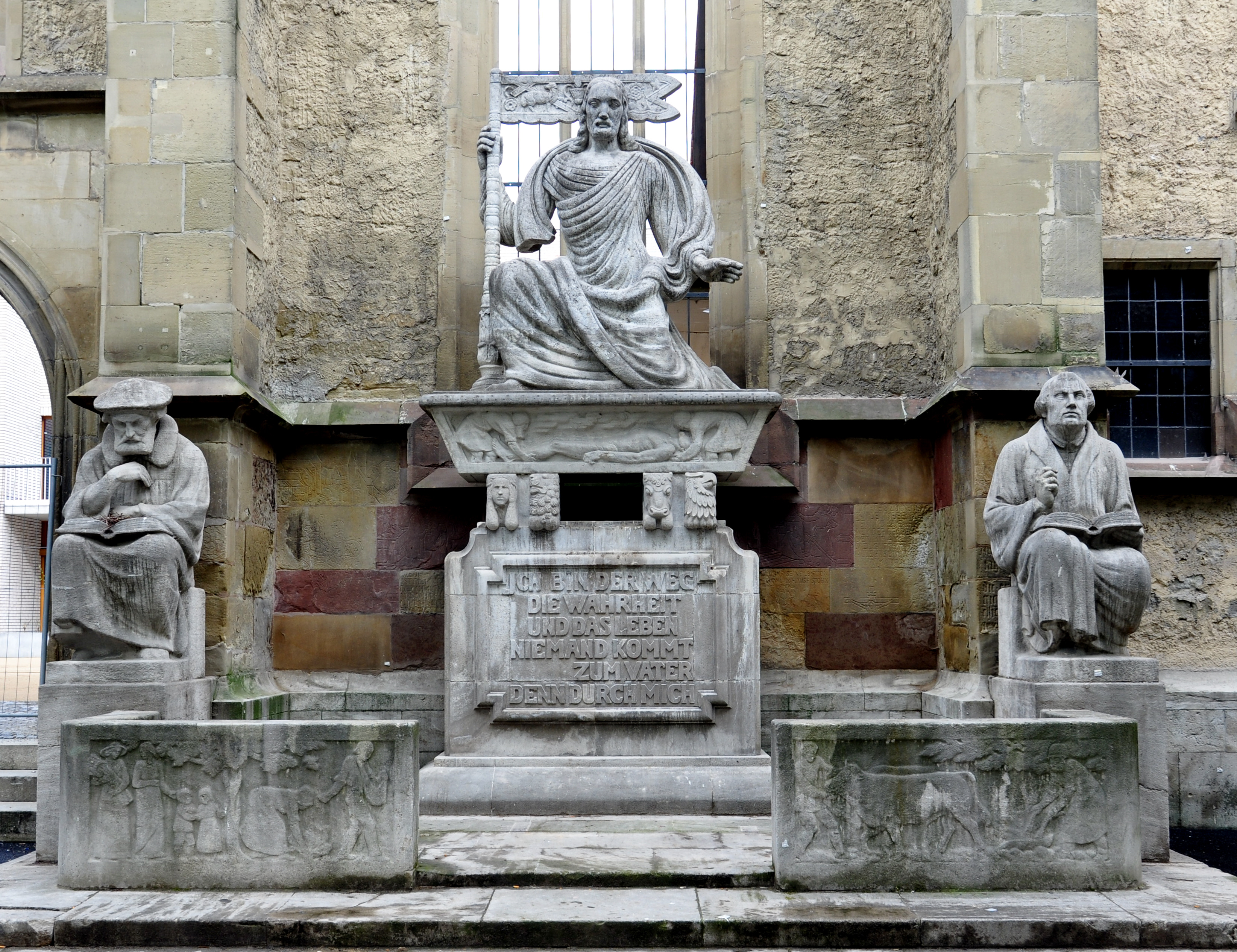
Das Reformationsdenkmal: in der Mitte Christus, links Johannes Brenz, rechts Martin Luther

Das württembergische Reformationsdenkmal an der Hospitalkirche in Stuttgart ist eine Denkmalanlage, die 1917 aus Anlass der Vierhundertjahrfeier von Luthers Thesenanschlag geschaffen wurde. Das Denkmal wurde nach Plänen von Theodor Fischer von dem Bildhauer Jakob Brüllmann entworfen und in einheimischem Crailsheimer Muschelkalk ausgeführt.
Das Denkmal ist in den Ausmaßen nicht auf Monumentalität angelegt und in der Komposition eher schlicht. Anders als alle anderen Reformationsdenkmäler in Deutschland stellt es nicht Martin Luther, sondern Christus in den Mittelpunkt. Der wiederauferstandene Christus mit Siegesfahne thront in der Mitte zwischen Sitzfiguren des Reformators Luther und des Reformators in Württemberg Johannes Brenz. Reliefs mit Szenen aus dem bäuerlichen Leben sowie Reliefs und Inschriftentafeln aus dem Zeitalter der Reformation sind weitere Bestandteile der abgeschrankten Anlage.

## Lage

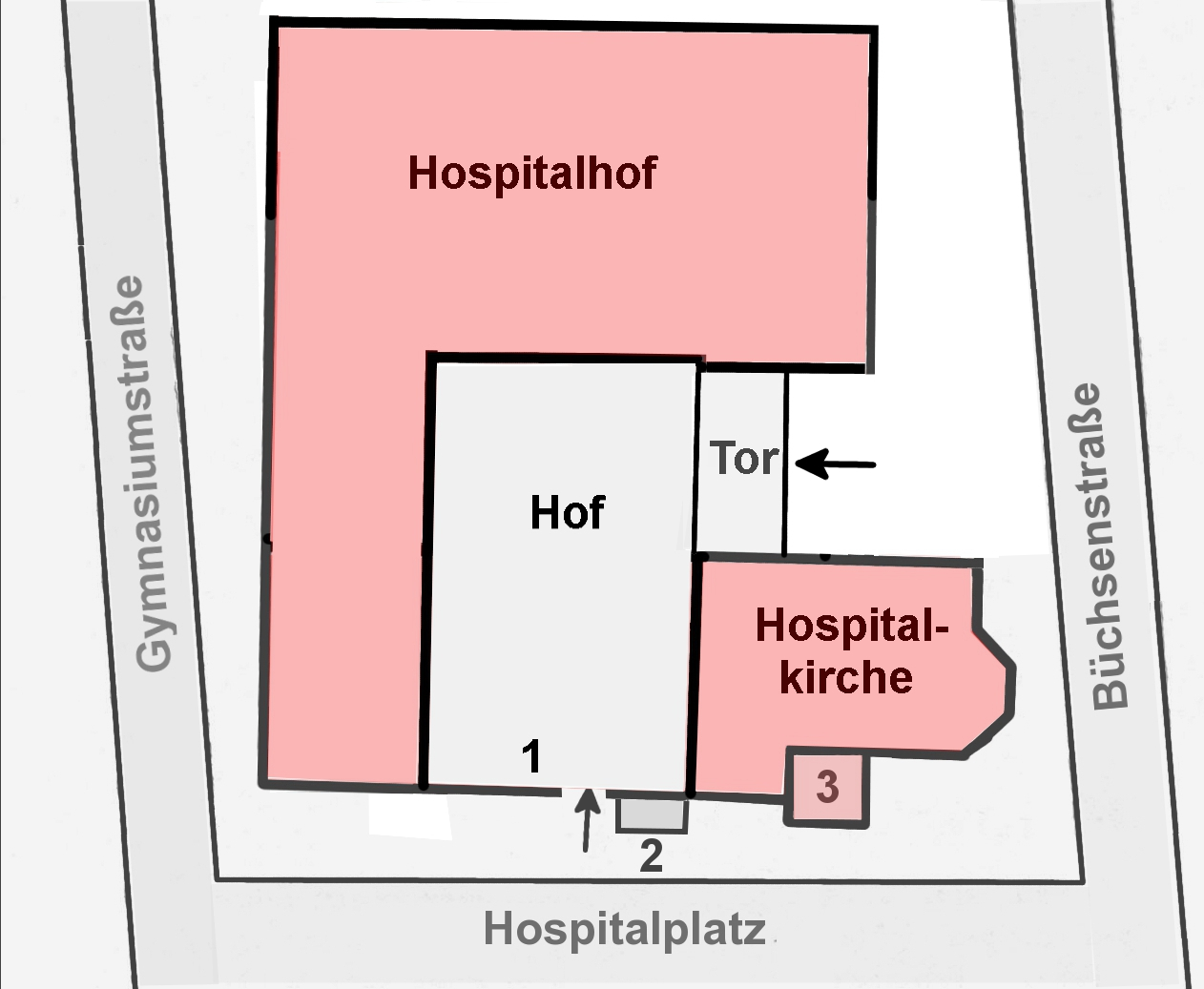
Lageplan Hospitalhof und erhaltener Teil der Hospitalkirche (rechts ist Nordosten).
1 Rest der Südfassade der Kirche
2 Reformationsdenkmal
3 Kirchturm

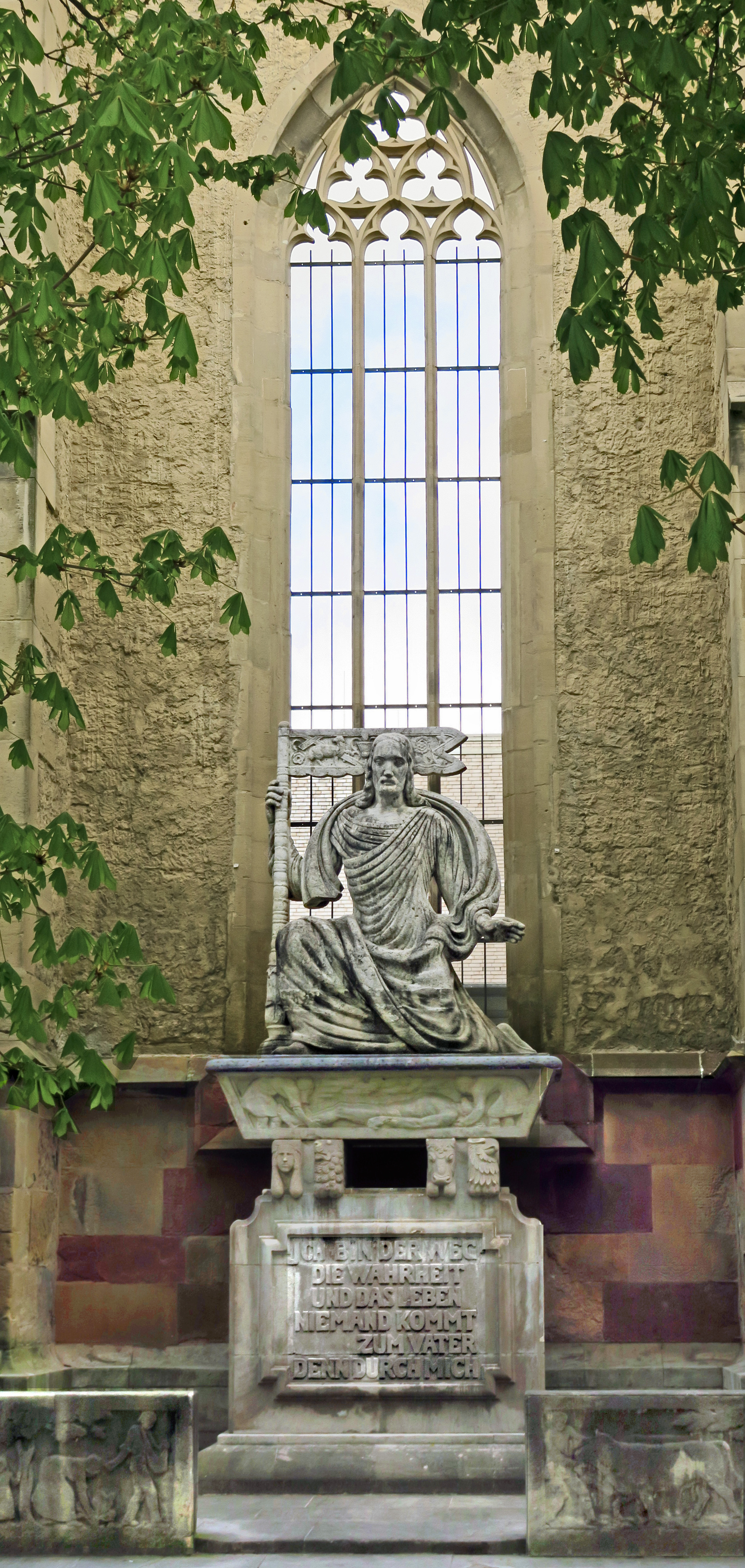
Die Christusfigur und das dahinterliegende Fenster

Das Denkmal steht am Hospitalplatz vor dem erhaltenen Rest der Südfassade der Hospitalkirche. Auf der anderen Seite der Südfassade befindet sich ein Innenhof zwischen dem erhaltenen Teil der Kirche und dem Hospitalhof-Gebäude.
Das Langhaus der Hospitalkirche wurde im Zweiten Weltkrieg bis auf die Süd- und Westfassade zerstört. Die Westfassade und ein Teil der Südfassade mussten Ende der 1950er Jahre einem Neubau weichen, der nicht mehr existiert und heute „alter Hospitalhof“ genannt wird. So blieben nur fünf Wandfelder der Südfassade mit jeweils einem Fenster erhalten. Im mittleren Feld befindet sich das ehemalige Südportal der Kirche. Das Denkmal steht ein Feld weiter rechts unter einem hohen Spitzbogenfenster. 
Parallel zur Südfassade steht eine Reihe von neun Kastanien am Hospitalplatz. Diese Bäume behindern die Sicht vom Hauptteil des Hospitalplatzes auf das Denkmal. Der Architekt Arno Lederer plädierte 2010 dafür, die Kastanien zu fällen und sie durch eine Baumreihe auf der gegenüberliegenden Straßenseite zu ersetzen. Dieser Vorschlag wurde jedoch abgelehnt.

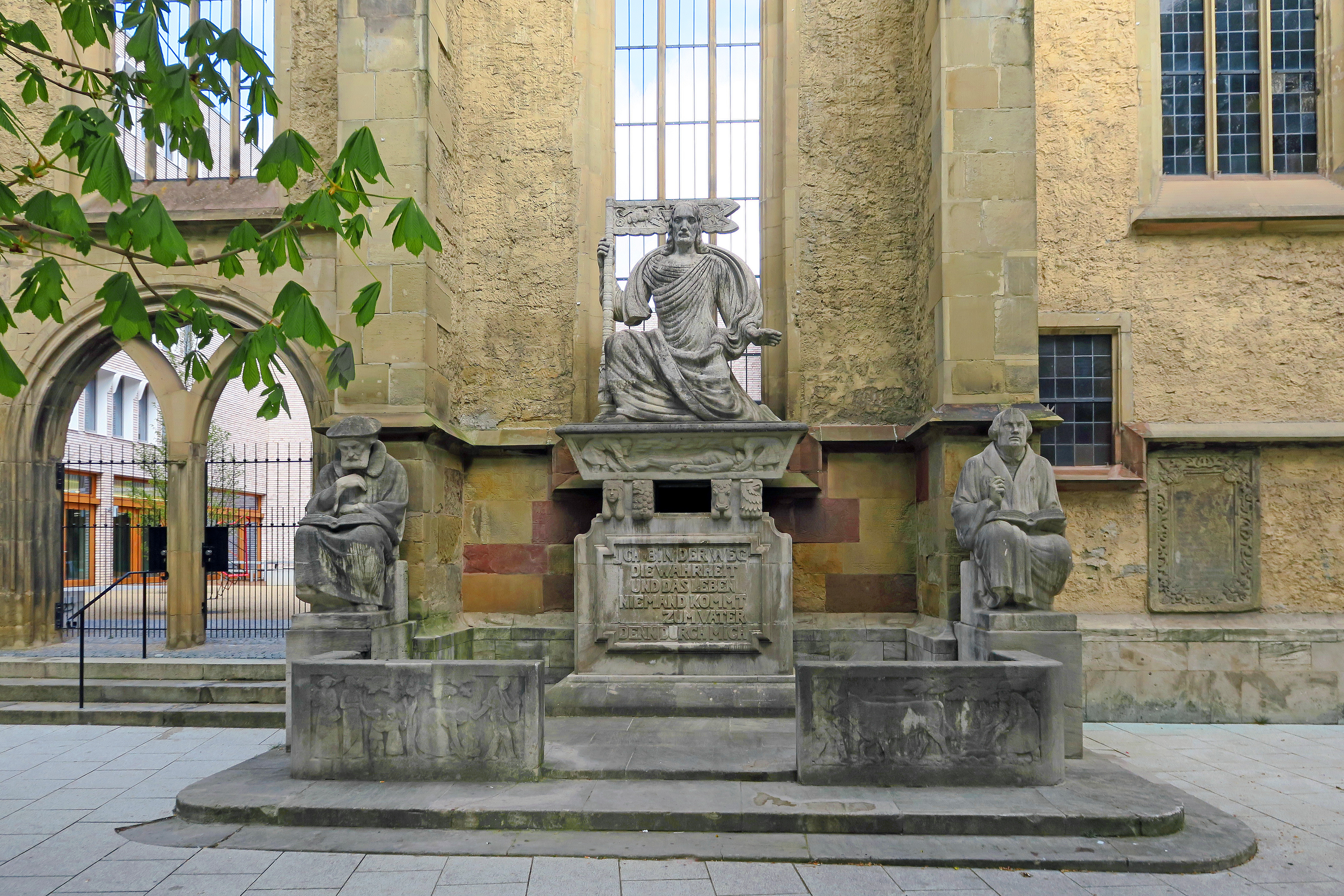
Das Reformationsdenkmal vor dem erhaltenen Rest der Südfassade, links das ehemalige Südportal der Kirche
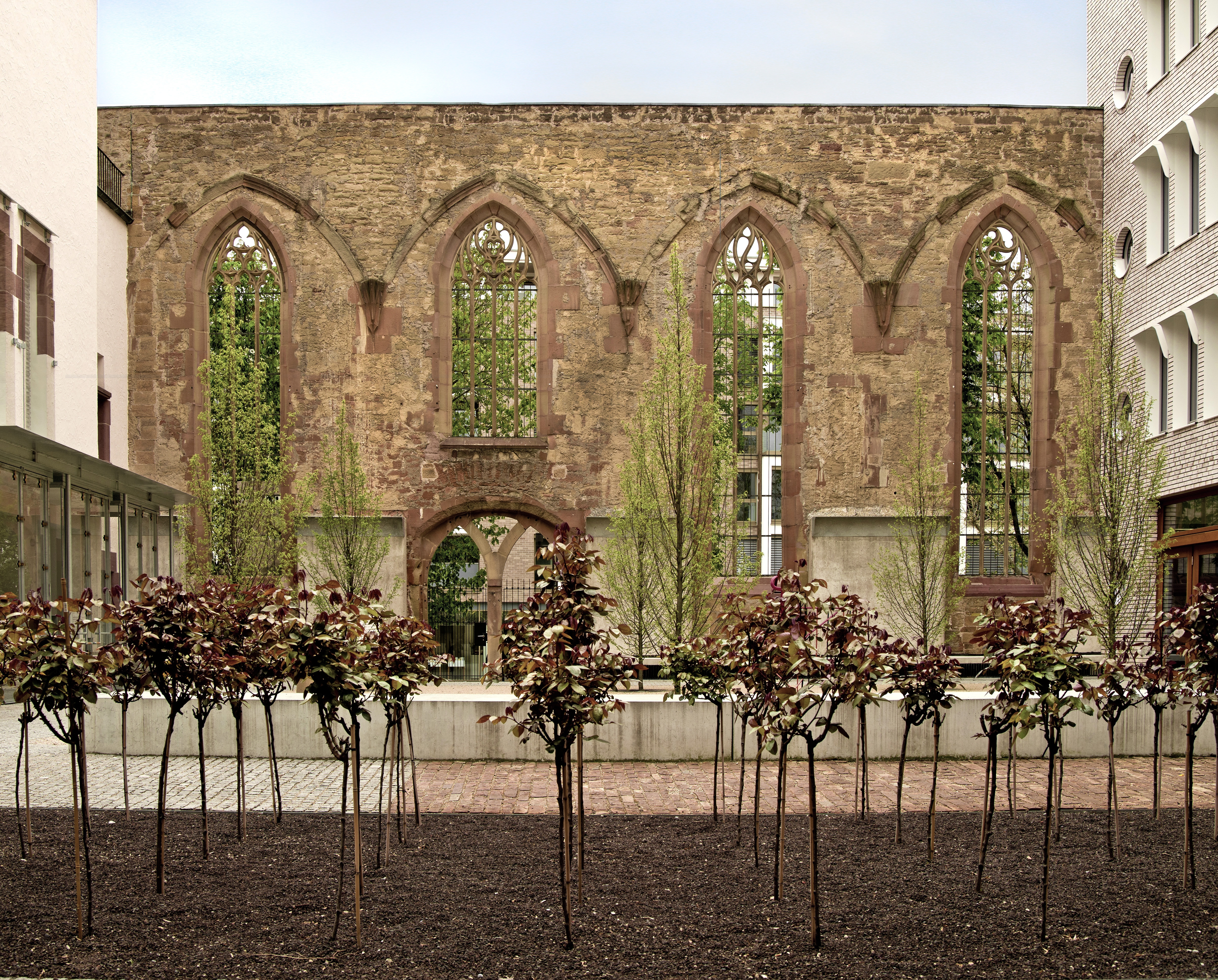
Vier der fünf erhaltenen Wandfelder der Südfassade, vom Innenhof des Hospitalhofs aus gesehen (2017). Das Denkmal liegt hinter dem linken Spitzbogenfenster.

## Bestandteile
Das Denkmal steht auf einem zweistufigen, niedrigen Podest von 4,50 × 7,25 Metern Ausdehnung. Der auferstandene und siegreiche Christus thront im hellen Licht des dahinterliegenden Fensters, das den Auferstehungsgedanken unterstreicht. Links und rechts wird das Denkmal von den beiden Strebepfeilern gerahmt, die das Fenster flankieren. An die Pfeiler lehnen sich die Sitzfiguren von Johannes Brenz und Martin Luther. Die Wand zwischen der Christusfigur und den Reformatorenfiguren ist mit Inschriften und Reliefs besetzt. Die Postamente der Reformatoren sind mit einer niedrigen Brüstungsmauer verbunden, die den Denkmalbezirk bis auf einen breiten Mitteleingang abschrankt, wie dies auch bei größeren Grabdenkmälern der Zeit üblich war.

### Christus

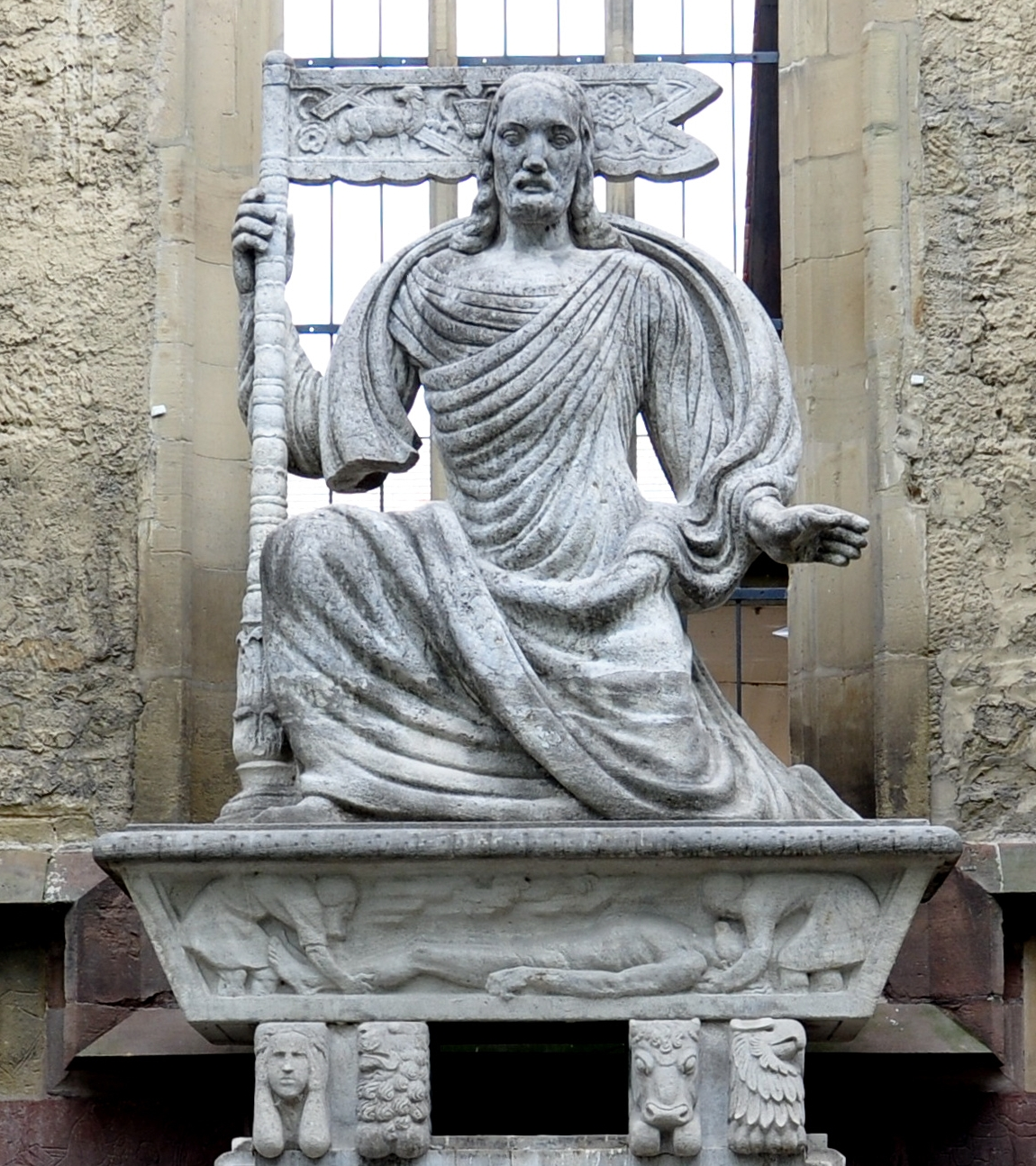

Die Figur des siegreich wiederauferstandenen Christus thront auf einem etwa 3 Meter hohen Unterbau, der wie die Reformatorenfiguren mit dem Kappgesims der beiden flankierenden Strebepfeiler abschließt. Die Figur Christi ist mit etwa 2,30 Meter etwas höher als die Reformatorenfiguren mit 1,90 Metern Höhe.
Ein Bein der halb knienden Figur ist wie in Sitzhaltung rechtwinklig abgewinkelt, während das andere mit dem Knie den Boden berührt. Die dadurch entstehende scheinbare Schreitbewegung deutet darauf hin, dass Christus gerade erst dem Grabe entstiegen ist. Das körperlange, wehende Gewand legt sich in strenge, schwungvolle Falten, die den „Eindruck des Emporschwebens“ unterstützen.
In der rechten Hand hält Christus die Siegesstandarte, das Zeichen seines Sieges über den Tod. Der reich gedrechselte Fahnenstock trägt ein starres Querbanner von schmaler länglicher Form, das in einem zweizipfligen Schwalbenschwanz endet. Christus hält die Fahne, die fast die Breite des dahinterliegenden Kirchenfensters einnimmt, hinter seinem Kopf, so dass sein Gesicht nicht verdeckt wird. Die Standarte zeigt das kreuztragende Lamm als Symbol des Kreuzestods Christi, den Abendmahlkelch mit schwebender Hostie sowie zwei Rosetten, zwei fünfzackige Sterne und andere, nicht gedeutete Ornamente.

### Unterbau der Christusfigur

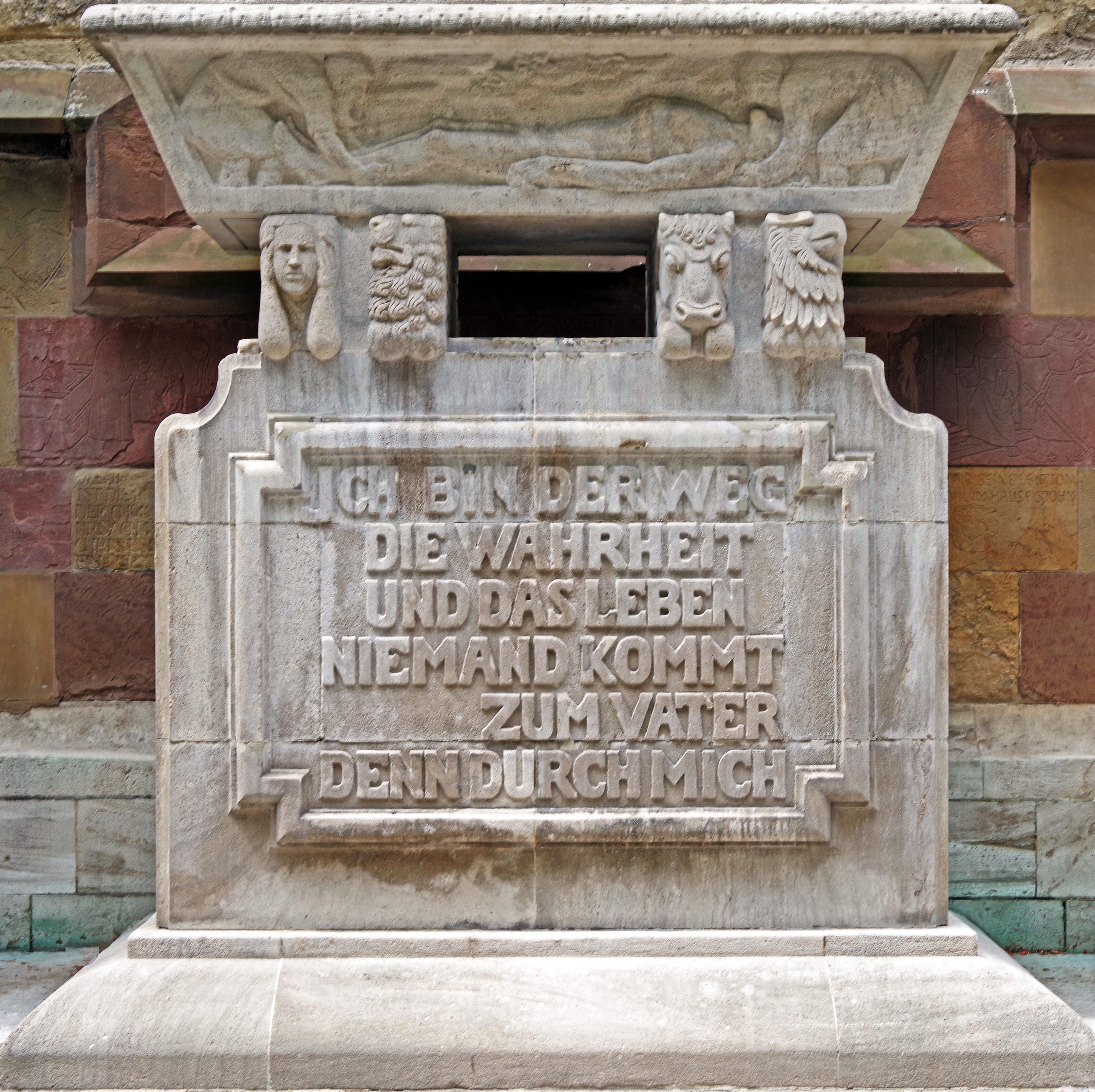

Der Unterbau der zentralen Christusfigur besteht aus einer Inschriftentafel, symbolischen Figuren der vier Evangelisten und dem Sarkophag, auf dem Christus thront.
Die Inschriftentafel trägt einen Ausspruch Jesu:
„Ich bin der Weg, die Wahrheit und das Leben, niemand kommt zum Vater denn durch mich.“ (Johannes 14, 5)
Der Sarkophag ruht auf blockhaft stilisierten Symbolfiguren der vier Evangelisten (Fußklötze), links Mensch und Löwe für Matthäus und Markus, rechts Stier und Adler für Lukas und Johannes.
Das „schwarze Loch“ zwischen den beiden Blöcken mit den Evangelistenfiguren kann als Symbol des Grabes angesehen werden, dem Christus entstiegen ist: „Die tief schattende Höhlung unter dem Sarkophag ist wesentlich dafür, die Christusfigur als »auferstehend« erscheinen zu lassen.“
| - Frontrelief des Sarkophags und Fußklötze mit Evangelistensymbolen | Auf der Frontseite des Sarkophags ist die Grablegung des nackten Christusleichnams durch Josef von Arimathäa und Nikodemus dargestellt. Die beiden Seitenreliefs des Sarkophags werden dominiert durch ein großes Rundmedaillon mit einem Tatzenkreuz als Symbol des Kreuzestods Christi, von dem ein Strahlenkranz ausgeht als Symbol seiner Wiederauferstehung. Die Ecken der Reliefs sind mit kleinen Rundmedaillons mit christlichen Symbolen besetzt. |

| - Linke Seitenreliefs  | Eckmedaillons (von links oben nach rechts unten). - Dreieck: Symbol der Dreifaltigkeit. - Golgothakreuz (die Gabelung am Kreuzende symbolisiert den Berg Golgotha). - Flammendes Herz Jesu. - Kelch mit schwebender Hostie: Symbol des Abendmahls.  |
| - Rechte Seitenreliefs | Eckmedaillons (von links oben nach rechts unten). - Krone: Symbol für Christi Himmelskönigtum. - Fünfzackiger Stern: Symbol der fünf Wundmale Christi. - Alpha und Omega: Symbol für Christus als Anfang und Ende (Offenbarung des Johannes 22,13). |

### Luther und Brenz

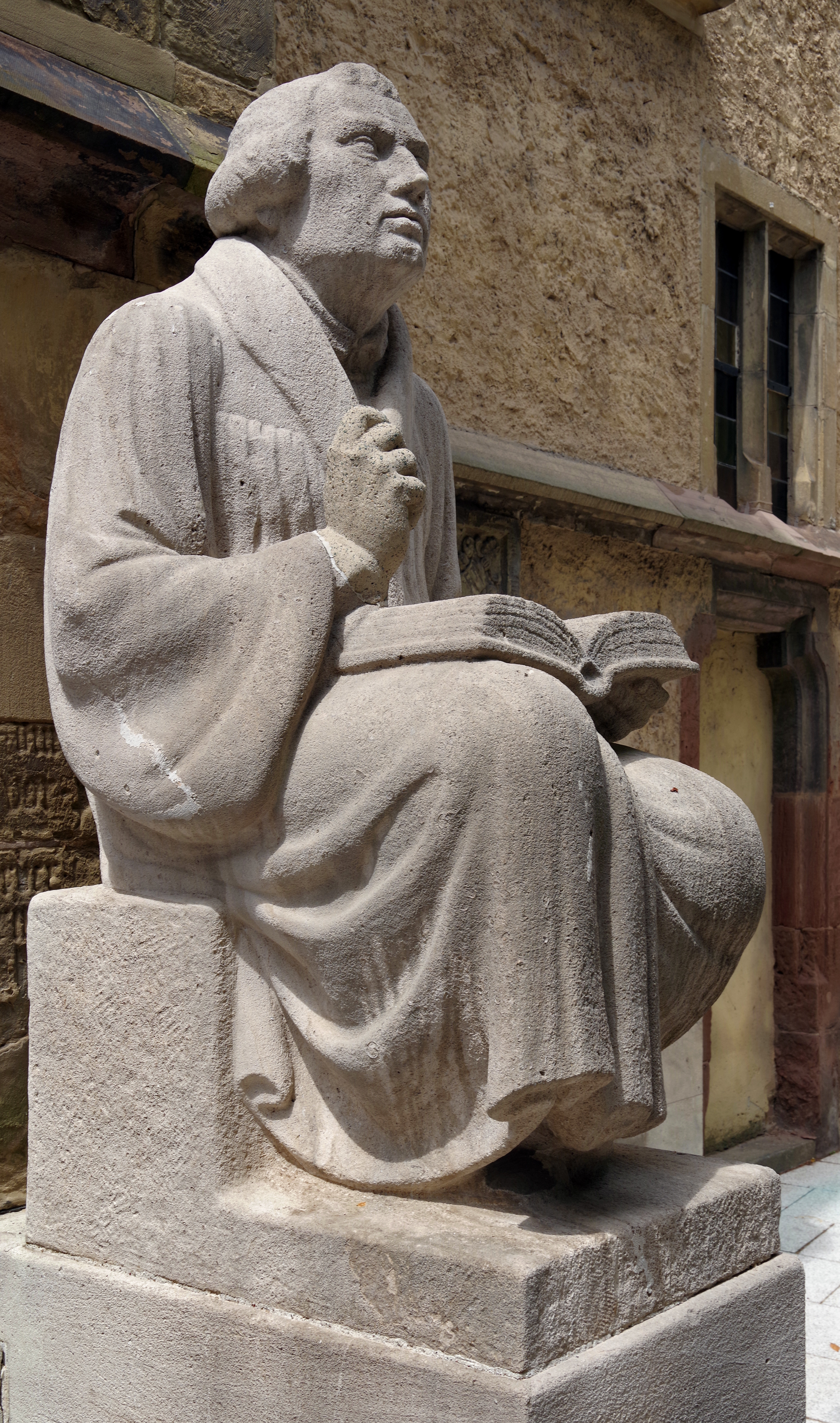
Martin Luther
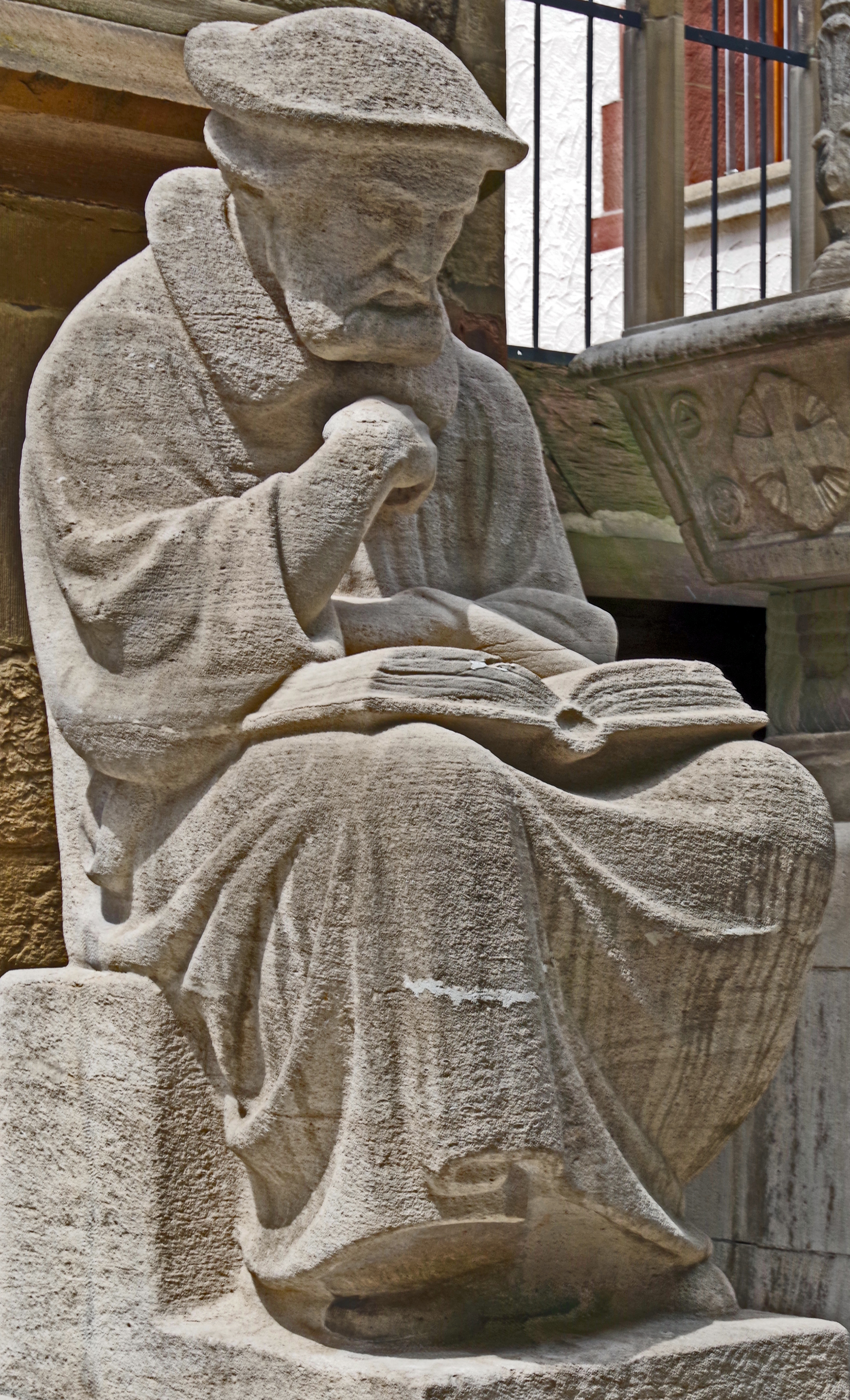
Johannes Brenz

Die beiden Reformatoren sitzen Christus zu Füßen – auf der rechten Seite Martin Luther, links der Reformator Württembergs Johannes Brenz. Die Figuren enden auf der Höhe des Kappgesimses der beiden flankierenden Strebepfeiler, das gleichzeitig die Fußlinie der Christusfigur bildet. Die etwa 1,90 Meter hohen Statuen sind in sitzender Haltung dargestellt. Der lehnenlose Sitz ist mit einem quaderförmigen Sockel von etwa 1,10 Meter Höhe verbunden, der den Strebepfeilern vorgelagert ist. Einschließlich Sockel erreichen die Figuren eine Höhe von etwa 3 Metern.
Die Figuren der beiden Reformatoren unterscheiden sich von der Christusfigur „durch die volle Rundplastik und die porträtmäßige Ausgestaltung“. Beide Figuren tragen fußlange Talare und haben eine aufgeschlagene Bibel vor sich auf den Knien liegen. Der barhäuptige, bartlose Luther schaut mit fernem Blick in die Höhe, und seine rechte Hand „tut sich auf wie um eine Offenbarung zu fassen, zu halten, schriftbereit und gelöst von zusammengeballten Ringen“. Der bärtige Brenz trägt ein Barett (das sogenannte „Brenzhütle“). Er blickt verinnerlicht und demütig auf die Bibel vor ihm; und während der linke Arm auf der Bibel ruht, weist er mit der rechten Hand auf sich selbst zurück.
„Eine Schwierigkeit lag in der Parallelisierung von Luther und Brenz angesichts der überragenden geistigen und geschichtlichen Bedeutung Luthers. Der Künstler hat sie durch die durchdachte Kontrapoststellung der beiden Figuren, der ihr geistiger Ausdruck entspricht, formell überwunden. […] Brenz in ernstem sinnendem Nachdenken ist derjenige, der die Gedanken Luthers wie der heiligen Schrift »nach-denkt«, die Dinge an ihrem Maßstab mißt und die Kirche nach ihnen ordnet, Luther ist der ursprüngliche Feuergeist, dem in höchster Anspannung des inneren Ohrs die neue Anschauung aufgeht, die der Mund gedrungen ist, zu verkünden.“

### Brüstungsmauer
|  |  |

Die beiden Stirnseiten der Brüstungsmauern tragen Reliefs mit bäuerlichen Darstellungen. Das linke Relief zeigt eine Frau mit einer Getreidegarbe im Arm. Sie unterhält sich mit einer Mutter, die mit ihren zwei Kindern unterwegs ist. Daneben sieht man eine pflanzende Frau und einen Sämann. Das rechte Relief zeigt einen Mann und eine Frau beim Pflügen mit einem Ochsen.
An der Seite trägt die Brüstungsmauer links die Inschrift:
„Eingeweiht im Beisein von König Wilhelm II. und Königin Charlotte am 24. Juni 1917.“
und rechts:
„Zum Gedächtnis der Jahrhundertfeier der Reformation 1917.“

### Wandreliefs und -inschriften

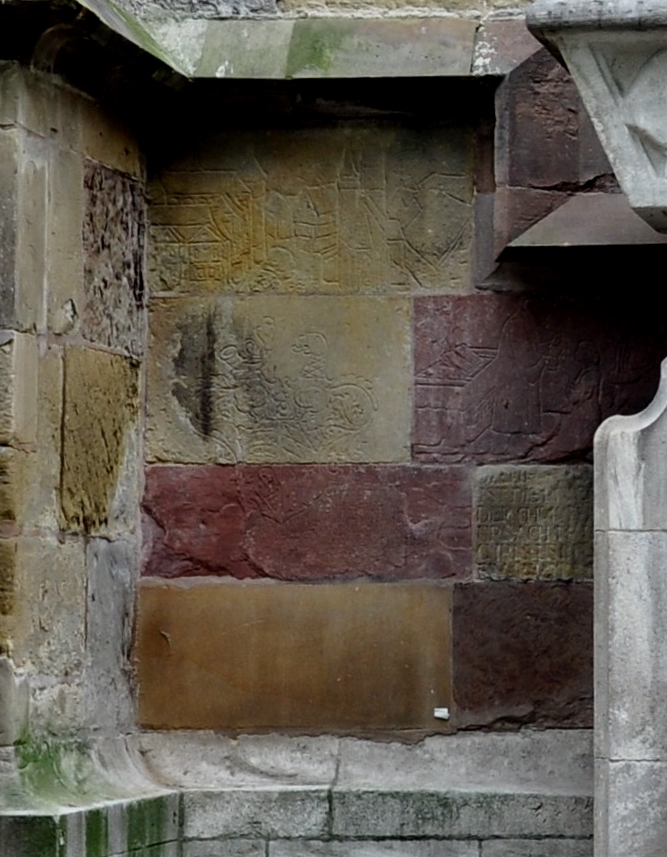
Wandreliefs der linken Rückwand
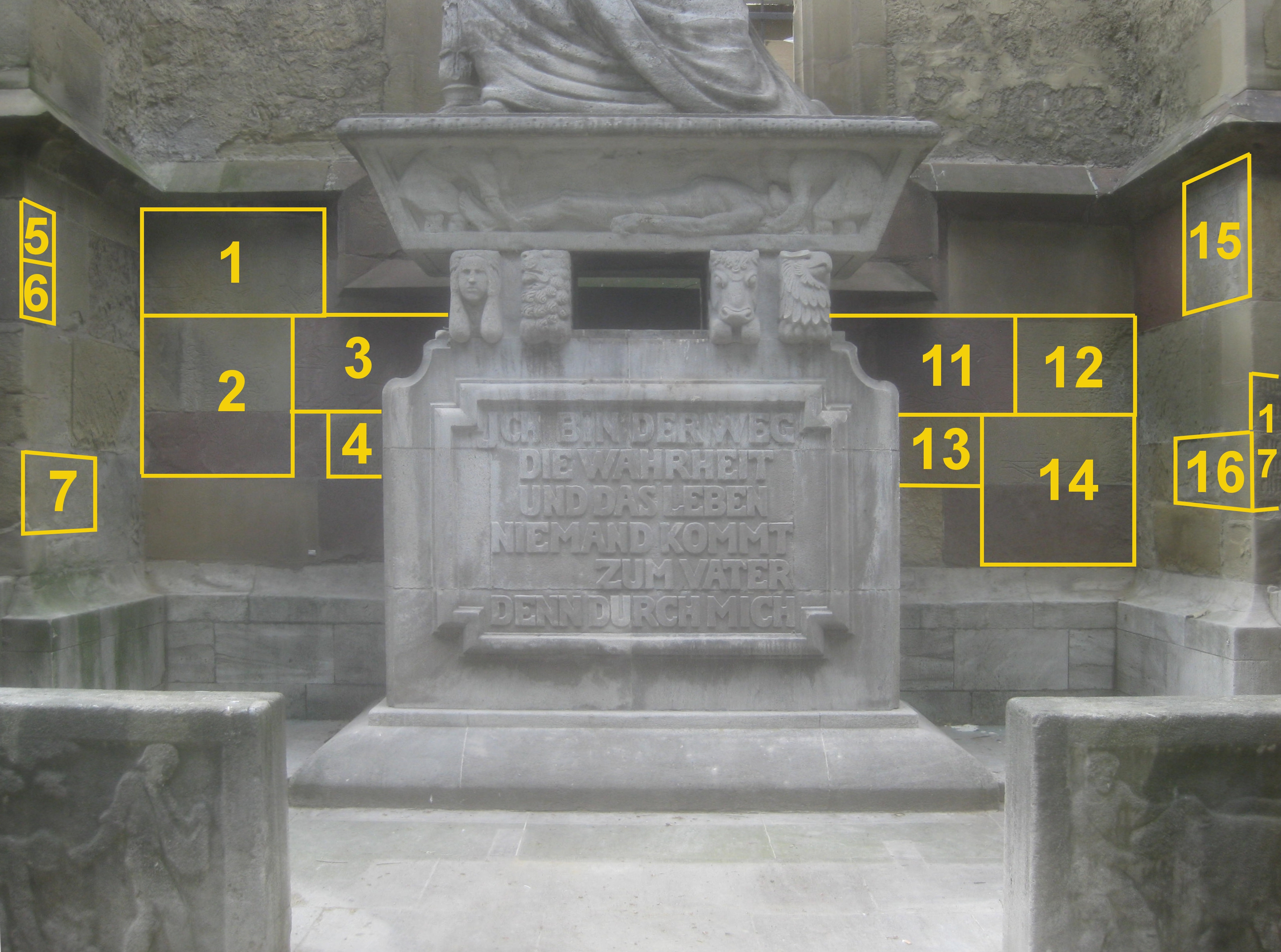
Nummerierung der Wandreliefs
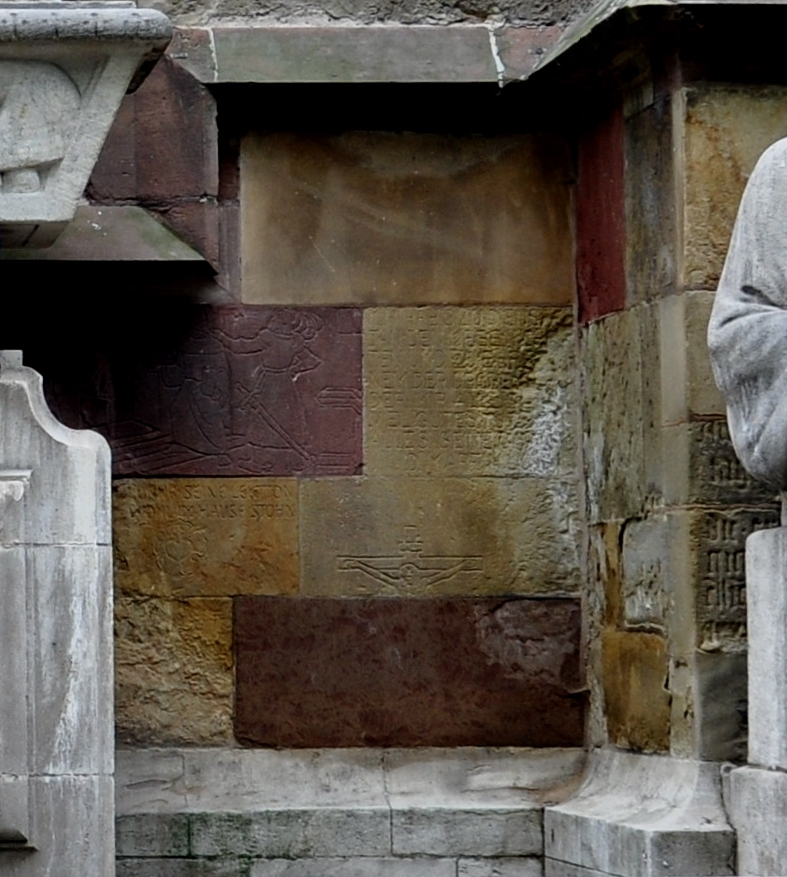
Wandreliefs der rechten Rückwand

In den Mauerfeldern zwischen dem Postament der Christusfigur und den Reformatorenfiguren sind Reliefs angeordnet, die Szenen aus dem Leben der beiden Reformatoren darstellen und verschiedene Inschriften zeigen. Die Reliefs wurden nach Entwürfen Jakob Brüllmanns von dem Bildhauer Eberhard Pfleiderer ausgeführt. Sie sind teils verwittert, teils wurden sie im Zweiten Weltkrieg zerstört.
| 1. |  | Das Alte Schloss und die Stiftskirche symbolisieren den weltlichen und den geistlichen Ausgangspunkt der Reformation in Stuttgart. Das Alte Schloss war der Herrschaftssitz von Herzog Ulrich und Herzog Christoph, die die Reformation in Württemberg einführten. Die Stiftskirche war der geistliche Ort der Reformation. |

| 2. |  | Das Relief zeigt das Wappen Herzog Christophs mit Jagdhorn und Greif als Helmzier. Nachdem Herzog Ulrich 1534 die Reformation in Württemberg eingeführt hatte, trieb sein Sohn Herzog Christoph die Konsolidierung der württembergischen Landeskirche voran, insbesondere durch den Erlass der Großen Württembergischen Kirchenordnung von 1559, an der Johannes Brenz maßgeblichen Anteil hatte. Zum Vergleich: siehe Wappen aus der Zeit Herzog Ulrichs an der Alten Kanzlei in Stuttgart. |

| 3. |  | Das Relief zeigt die Austeilung des Abendmahls an die Gläubigen. Das Abendmahl und die Taufe sind die beiden Sakramente des Protestantismus. |

| 4. |  | Inschrift nach einem Ausspruch von Johannes Brenz: „Die Lieb und der Fried’ ist die rechte Losung der Christen, denn der Ursach halben wird Christus ihr Hauptmann ein Fürst des Friedens genennet.“ |

| 5–6. |  | Oben: Rundmedaillon mit einem Tatzenkreuz. Unten: Rundmedaillon mit dem Symbol einer segnenden Hand / als Schwurhand auch Symbol für die Gerichtsbarkeit Beides zusammen stellt das Wappen der freien Reichsstadt (Schwäbisch) Hall dar, dem langjährigen Wirkungsort von Johannes Brenz. |  |  |

| 7. |  | Nicht entzifferte Inschrift: „… E … / .. ABLA[SS]“. |

| 11. |  | Das Relief zeigt Luther und den Landknechtsführer Georg von Frundsberg auf dem Reichstag in Worms. Dort soll dieser zu Martin Luther den Ausspruch getan haben: „Mönchlein, Mönchlein, du gehst einen schweren Gang!“. |

| 12. |  | Inschrift nach einem Ausspruch Martin Luthers: „Ich habs zu Dienst getan den lieben Christen und zu Ehren Einem, der droben sitzt. Der mir alle Stund viel Gutes tut. Es ist alles seine Gnade.“ |

| 13. |  | Lutherrose (Luthers Siegel) und Inschrift nach einem Ausspruch Martin Luthers: „Ein jeder lern seine Lektion / so wird es wohl im Hause stohn“. Zum Vergleich: siehe Lutherrose. |

| 14. |  | Ausschnitt aus dem Gemälde Luthers Predigt nach der Predella des Reformationsaltars von Lucas Cranach in der Stadtkirche zu Wittenberg. Zum Vergleich: siehe Luthers Predigt in Wittenberg. |

| 15. |  | Reichsadler, links und rechts unten ein kleines Wappen. |

| 16. |  | Inschrift mit den Namen von drei Reformatoren: „Melanchthon / Oekolampad / Speratus“. |

| 17. |  | Nicht entzifferte Inschrift: „… 1521 …“ (1521 fand der Reichstag in Worms statt). |

Zwei weitere, nicht erhaltene Reliefs zeigten links von der Christusstatue eine Szene, in der Johannes Brenz erstmals mit Martin Luther bei der Heidelberger Disputation 1518 zusammentrifft, und rechts ein Bild der Wartburg.

## Geschichte

### Idee
Seit 1884 fanden in der Stuttgarter Liederhalle jährlich Lutherfeiern statt, in deren Mittelpunkt eine Lutherbüste von Adolf von Donndorf stand. Bei einer solchen Feier wurde 1903 die Errichtung einer Lutherstatue in Stuttgart angeregt, die zur Vierhundertjahrfeier der Reformation im Jahr 1917 fertiggestellt werden sollte.

### Grundsätze
„Für das Stuttgarter Reformationsdenkmal ist es nun Theodor Fischer gelungen, gleichsam eine ganz neue Melodie zu greifen – neu im Verhältnis zu allen vorhandenen Lutherdenkmälern.“ Der Münchener Architekt Theodor Fischer, von 1901 bis 1908 Lehrer an der Technischen Hochschule in Stuttgart, schlug 1903 den Hospitalplatz als Aufstellungsort des Denkmals vor, weil von dort die protestantische Reformation in Stuttgart ausgegangen war. Fischer folgte damit Adolf von Hildebrand, einem der führenden Bildhauer der damaligen Zeit, der in seiner Theorieschrift Das Problem der Form in der bildenden Kunst postulierte, Denkmäler nicht wie Fremdkörper an einen vorgegebenen Platz zu setzen, sondern eine passende Umgebung für sie auszuwählen und sie an die Umgebung anzupassen. „Und in der Tat: Der räumliche Umfang des nicht zu großen Platzes an der Hospitalkirche, der intime Charakter, den ihm das alte Gemäuer der Kirche mit den grünenden Bäumen davor gibt, läßt ihn wie geschaffen erscheinen für ein Werk, das nachdrücklich die geschlossene organische Verbindung mit der Umwelt sucht, in die es hineingestellt werden soll.“
Das Denkmal sollte nach den Ideen Fischers, dem jedes Schablonendenken zuwider war, kein reines Lutherdenkmal werden. „Auch der Gedanke, den er für das Denkmal zur Wahl gestellt hat, [beruht] auf einer völlig neuartigen Konzeption. Er beschränkt sich nicht auf das oft wiederholte Motiv einer einzelnen Freifigur, er denkt sich als machtvollen Mittelpunkt des Ganzen das Kreuz des Erlösers.“ Ähnlich wie bei den traditionellen Kreuzigungsgruppen sollten Christus zwei Personen zur Seite gestellt werden, jedoch nicht die Mutter Jesu und sein Jünger Johannes, sondern die beiden Reformatoren Luther und Brenz. Dadurch wurde das Denkmal zum Reformationsdenkmal, und durch das Hinzutreten von Johannes Brenz, den Reformator Württembergs, zum württembergischen Reformationsdenkmal.
Anders als die zur damaligen Zeit üblichen Denkmalanlagen, wie etwa die Kaiser-Wilhelm- und Bismarck-Denkmäler, vor allem aber das epochemachenden Lutherdenkmal in Worms von 1868, sollte die geplante Anlage nicht durch monumentale Ausmaße beeindrucken, sondern bescheidenem schwäbischem Maß entsprechen.

### Wettbewerb
Schon 1906 legte der mit Fischer bekannte Münchener Bildhauer Hermann Lang einen Entwurf für das geplante Denkmal vor. Es dauerte sieben Jahre, bis die ursprüngliche Idee spruchreif und im Januar 1911 ein Wettbewerb ausgeschrieben wurde. In der Ausschreibung hieß es: „Dargestellt soll werden Martin Luther, der deutsche Reformator und Johannes Brenz, der Reformator Württembergs, deren Figuren in einem künstlerischen Zusammenhang mit dem Kreuz Christi gebracht werden könnten.“ Der Vorschlag sollte jedoch nicht bindend sein.
Von den 71 Beiträgen kamen vier in die engere Wahl (siehe Abbildungen). Zu ihnen gehörte der Entwurf des Schweizer Bildhauers Jakob Brüllmann, der seit 1900 in Stuttgart lebte und mit seinem Entwurf nach den Plänen von Theodor Fischer aus dem Wettbewerb als Sieger hervorging. Er hatte in seinem Entwurf den gekreuzigten durch den auferstandenen Christus mit der Siegesfahne ersetzt.

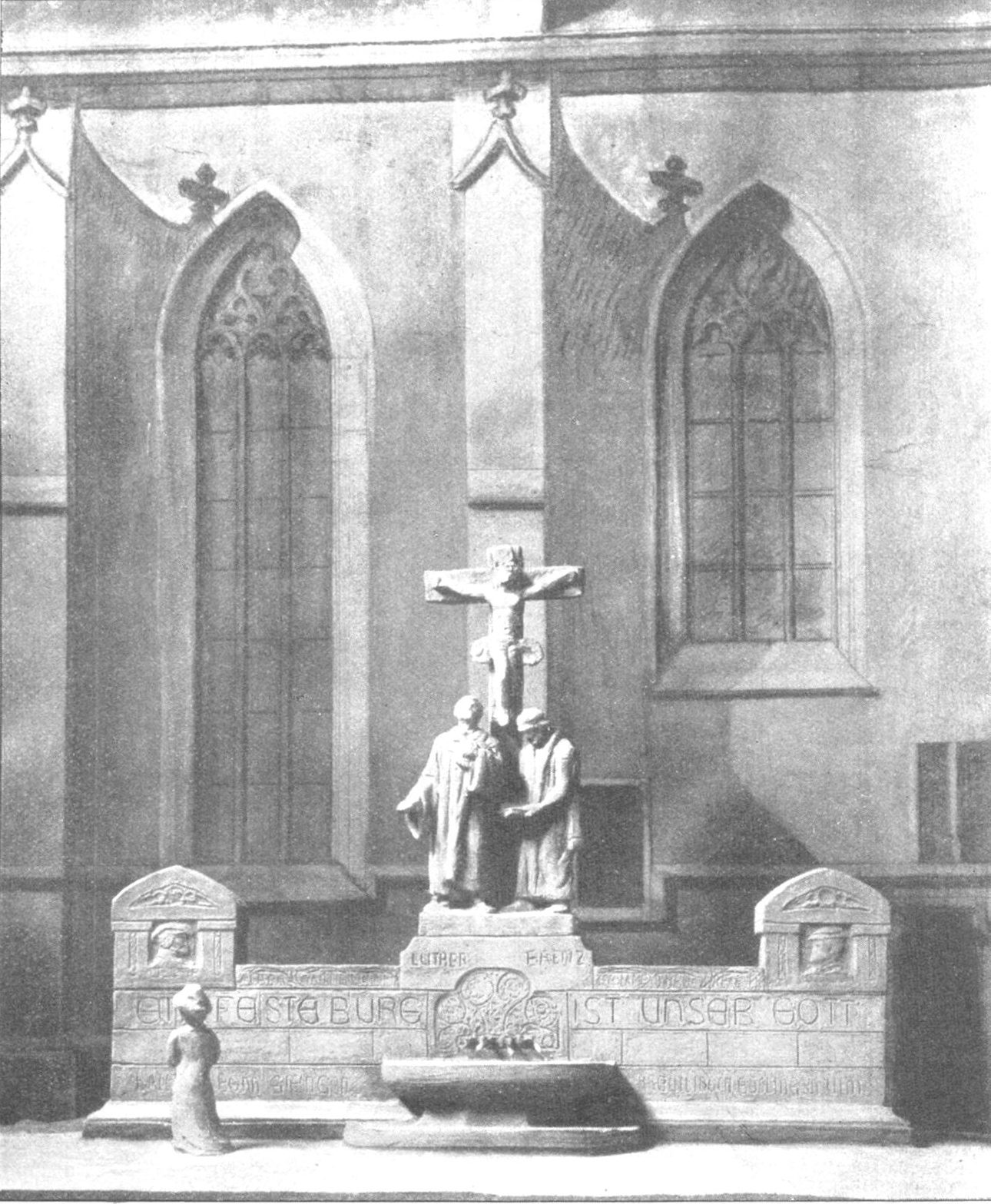
Entwurf von Hermann Lang, München
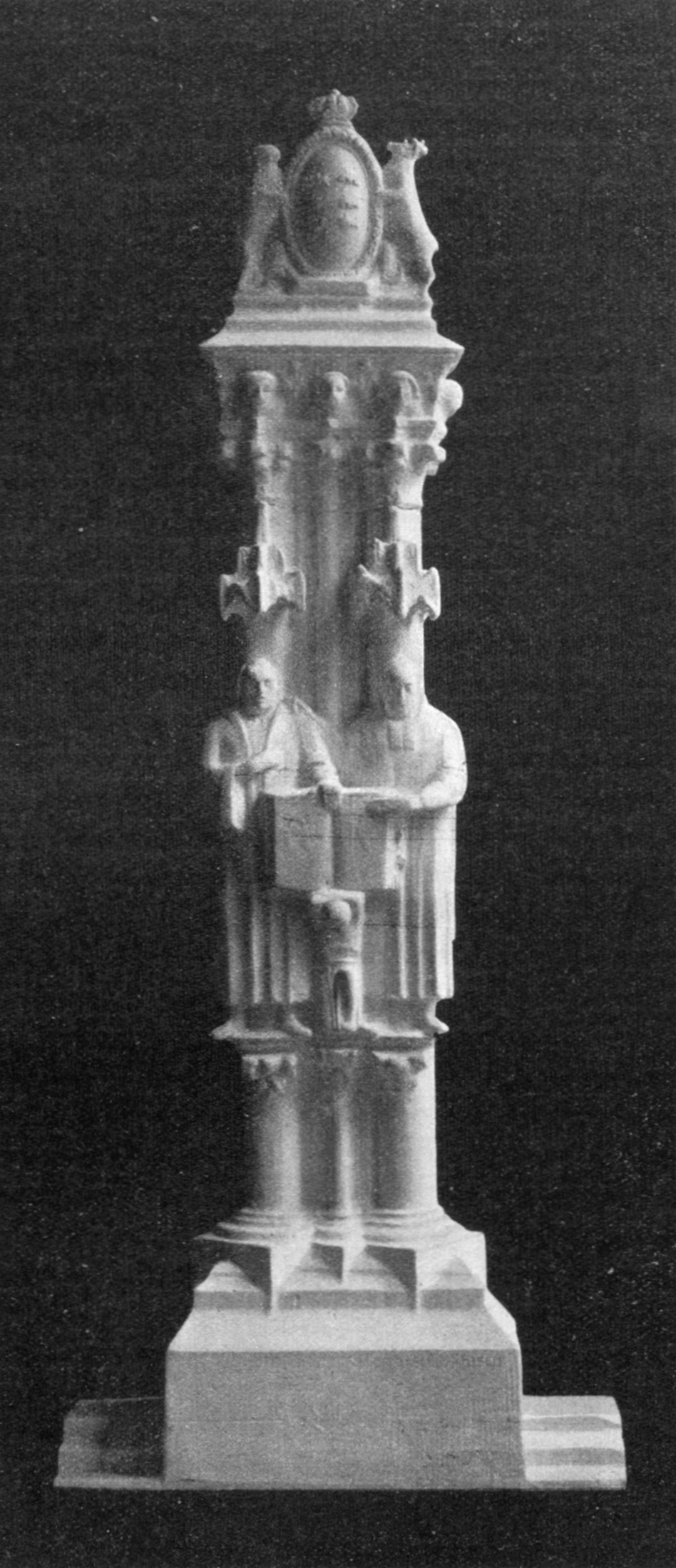
Entwurf der Gebr. Walz, Rottenburg
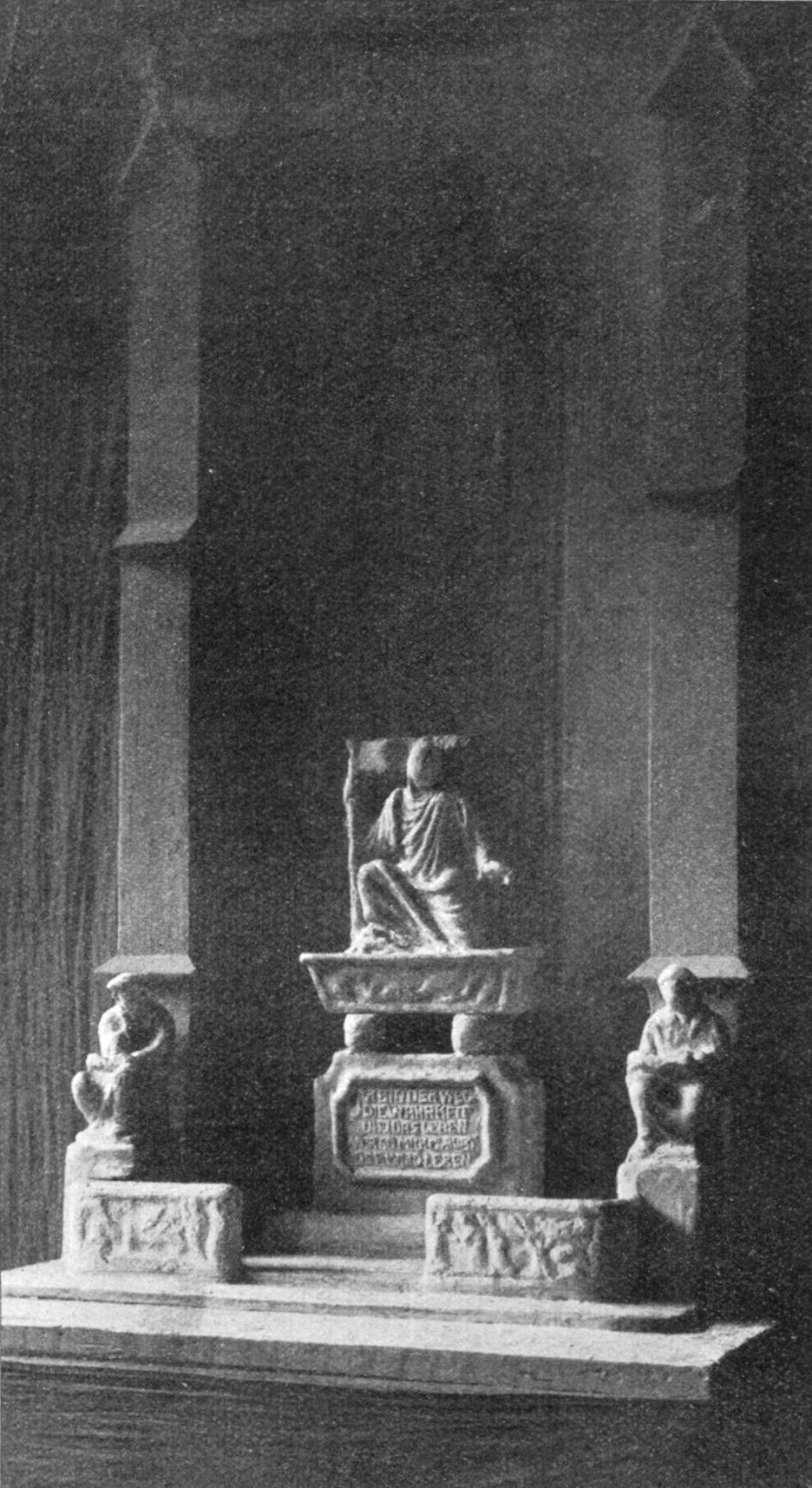
Entwurf von Jakob Brüllmann, Stuttgart
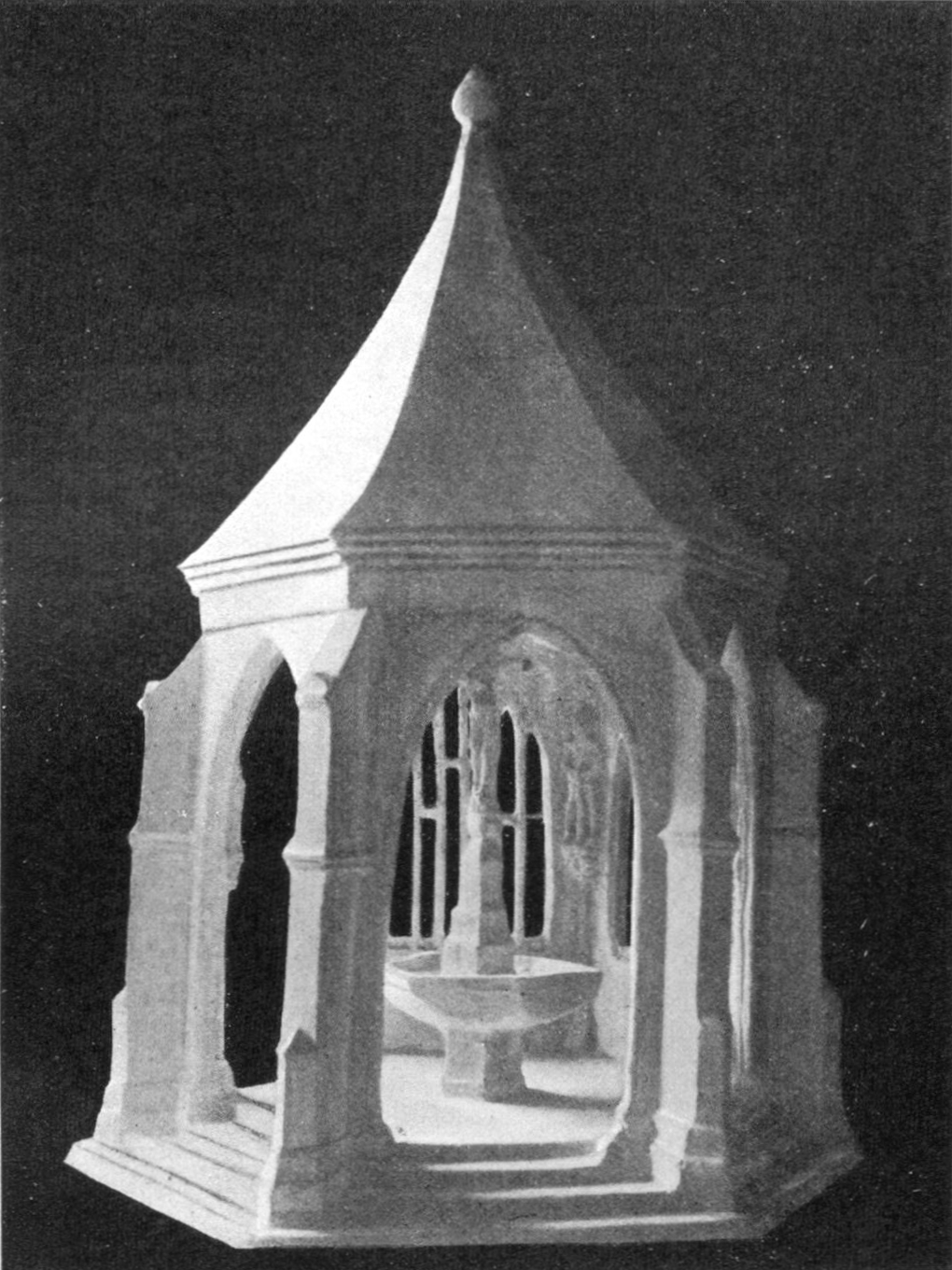
Entwurf von Anton Morell, Stuttgart

### Einweihung, Beschädigung, Erneuerung
Mitten im Krieg wurde das Denkmal am 24. Juni 1917, dem Geburtstag von Johannes Brenz, eingeweiht und der evangelischen Gesamtkirchengemeinde Stuttgart als Eigentum übertragen.
Im Zweiten Weltkrieg wurde das Reformationsdenkmal ebenso wie die Hospitalkirche schwer beschädigt. Zwei Wandreliefs wurden ganz, andere teilweise zerstört. Die verlorenen Teile der Wandreliefs wurden nicht wieder wiederhergestellt. Die stark beschädigte Christusfigur wurde von dem Bildhauer Emil Brüllmann (1902–1988), dem Sohn des Künstlers, erneuert und 1962 der Kirchengemeinde übergeben.
1967 wurde das 50-jährige Bestehen des Denkmals gefeiert.
Zum 500. Geburtstag von Brenz wurde das Denkmal 1999 gereinigt und restauriert.

## Rezeption
Johannes von Merz, dem späteren Kirchenpräsidenten der Evangelischen Landeskirche in Württemberg, verdanken wir eine treffende Charakterisierung der Grundgedanken, die Jakob Brüllmann bei der Komposition des Denkmals geleitet haben. Der Aufsatz von Merz, dem die folgenden Auszüge entnommen wurden, entstand 1917, im Jahr der Errichtung des Denkmals:
„Das Auszeichnende an Brüllmanns Konzeption war und ist sein Ineinanderschauen der formellen Gestaltung und der inhaltlichen Aufgabe, der durch den Architekturanschluß gegebenen Bedingungen und der Grundlinien des doch gegenüber der Architektur selbständigen Werkes. Die aufstrebenden Pfeiler der fein dimsionierten Kirchenwand und die sich zwischen ihnen bildende Nische gaben die entscheidende Anregung. In den lichten Raum zwischen den Schlagschatten der Pfeiler stellte sich für seine innere Bildkraft auf einem die Horizontale stark betonenden Unterbau die aufsteigende Gestalt des auferstehenden Christus, reliefmäßig sich vor dem Kirchenfenster ausbreitend und so die Darstellung der Bewegung in Stein ermöglichend. Auf die Figur überträgt sich die Aufwärtsbewegung der Pfeiler […]; im Umriß wird […] etwas von der Bewegung offenbar, die den Anbruch einer neuen Epoche der Geistesgeschichte, das ‚das Aufgehen eines neuen Tags für die Menschheit‘ bezeichnet. Damit hat der Künstler uns eine außerordentlich treffende Versinnlichung des Reformationsgedankens geschenkt […]“
„Die großen Teile der Komposition sind je in sich geschlossen, und doch verstand es der Künstler, ein unsichtbares Band um sie zu schlingen, das sie fest zusammenhält und die lebendigste Beziehung zwischen ihnen zu fühlen gibt. In schlichtem strengem Umriß stellen sich die Hauptmassen dar, nur der Sarkophag und die Siegesfahne, die die für die Komposition so wichtige Horizontale betonen, zeigen reicheres Ornament.“

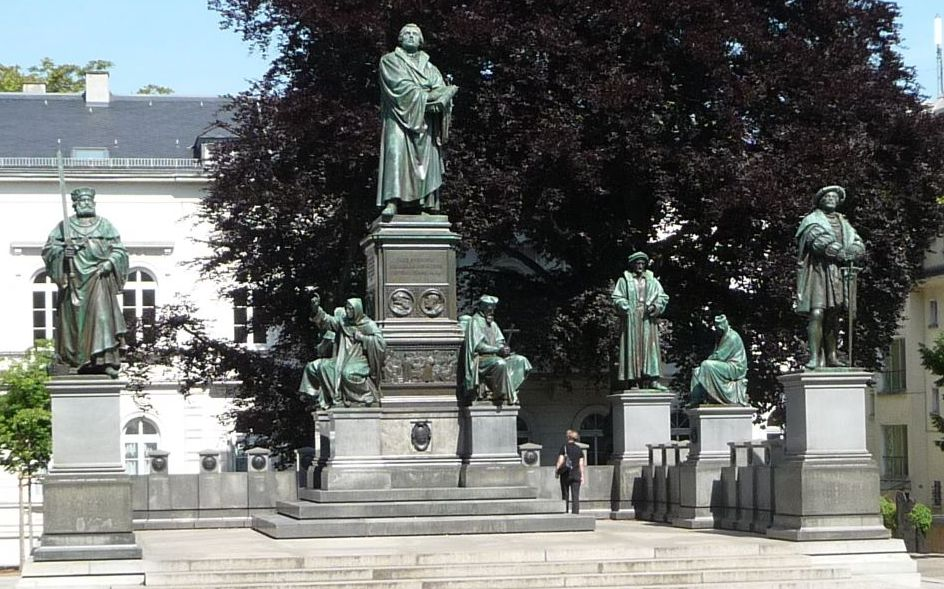
Reformationsdenkmal in Worms, 1868. Konventionelle Denkmalanlage mit statuarischer Figurenanordnung.
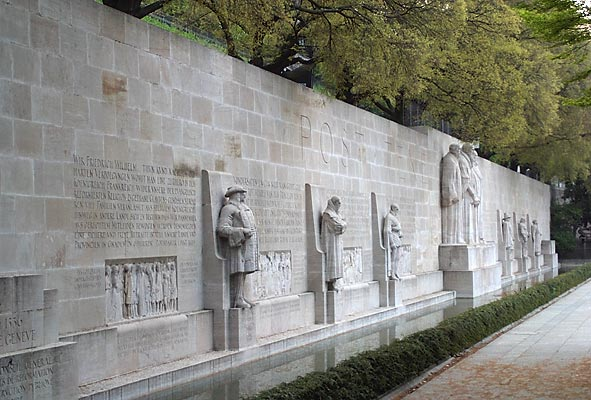
Reformationsdenkmal in Genf, 1917. Moderne Denkmalanlage mit dynamischer Figurenreihung entlang einer Wand.

In seinem Kompendium der „Reformationsdenkmäler des 19. und 20. Jahrhunderts“ stellt Otto Kammer die Neuartigkeit von Jakob Brüllmanns Hauptwerk heraus:
„Das ‚eigentliche‘ Denkmaljahrhundert lässt sich recht exakt zwischen den Jubiläumsjahren 1817 und 1917 eingrenzen. Mit den Reformationsdenkmälern in Genf und Worms stehen am Ende noch einmal zwei wichtige Akzente, die zugleich Neues darstellen, nachdem wenige Jahre zuvor der große Wettbewerb in Coburg eine Art ‚Heerschau‘ der auslaufenden Epoche gebracht hatte.“
„Bemerkenswert unter den Erstplatzierten war besonders der Entwurf von Georg Wrba aus Dresden, ein überlebensgroßer sitzender Luther mit aufgeschlagener Bibel unter einer Kreuzigungsszene, gerahmt von lebensgroßen halbplastischen Statuen Huttens, Melanchthons und zweier Kurfürsten. Möglicherweise war Wrba mit seiner Gestaltungsidee angeregt durch den Entwurf Brüllmanns für das Stuttgarter Denkmal, der zu dieser Zeit gerade bekannt geworden war.“